# Яржин Генріх Генріхович
Яржин Генріх Генріхович (*11.04.1924 — †25.09.1943) — радянський офіцер, учасник Радянсько-німецької війни, командир взводу 6-ї стрілецької роти 212-го гвардійського стрілецького полку  75-ї Бахмацької двічі Червонозоряної ордена Суворова гвардійської стрілецької дивізії 30-го стрілецького корпусу 60-ї армії (СРСР) Центрального фронту, Герой Радянського Союзу (17.10.1943), гвардії молодший лейтенант.

## Біографія
Народився 11 квітня 1924 року у Ленінграді. Закінчив 22-гу середню школу Куйбишевського р-ну, працював судовим мотористом в Кронштадті.
Вступив добровільно в Народне ополчення у 1941 році. Воював під Ленінградом, був поранений, після лікування працював у колгоспі «Остахово» (в Кубено-Озерськім районі Вологодської області).
У 1942 році призваний в армію. Закінчив Пуховичське пехотне училище у 1943 році. З 4 вересня 1943 року командир взводу 6-ї стрілецької роти 212-го гвардійського стрілецького полку  75-ї Бахмацької двічі Червонозоряної ордена Суворова гвардійської стрілецької дивізії.
Особливо відзначився при форсуванні річки Дніпро та утриманні плацдарму на північ від Києва у вересні 1943 року. 23 вересня його взвод першим форсував Дніпро, захопив пароплав та баржу, чим забезпечив переправу частин дивізії. В бою на плацдармі на правому березі Дніпра біля села Ясногородка (Вишгородський район Київської області) проявия мужність і хоробрість. Загинув у бою 25 вересня.
Указом Президії Верховної Ради СРСР від 17 жовтня 1943 року за зразкове виконання бойових завдань командування на фронті боротьби з німецько-фашистськими загарбниками і проявлені при цьому мужність і героїзм гвардії молодшому лейтенантові Яржину Генріху Генріховичу присвоєне звання Героя Радянського Союзу (посмертно).
Разом зі своїм командиром звання Героя Радянського Союзу удостоєні 13 бійців його взводу:
Анісенков В. І. (посмертно), Волошин І. А. (посмертно), Галкін І. М., Єршов О. І. (загинув 11.01.1944), Кострюков М. Г., Красильніков Г. І. (посмертно), Крикуненко В. О. (посмертно), Мартинов І. С. (посмертно), Мичко І. І. (загинув у грудні 1943), Панженський О. О., Степанов М. П., Чернов П. М. (посмертно), Яценко П. Г..
Г. Г. Яржин похований у в селі Ясногородка (Вишгородський район Київської області).

## Нагороди
- медаль «Золота Зірка» — Героя Радянського Союзу (17 жовтня 1943)
- Орден Леніна

## Пам'ять
- В селі Ясногородка (Вишгородський район Київської області) іменем Яржина названа вулиця.
- Там же, на братскій могилі, де похований Герой, встановлено пам'ятник.
- В навчальному центрі Сухопутних військ України «Десна» встановлено бюст Героя.